# Dögkeselyű (film)
A Dögkeselyű András Ferenc 1981–82-ben forgatott, 1982-ben bemutatott, Munkácsi Miklós Kihívás című regénye alapján készült színes játékfilmje, amelynek története a Cserhalmi György által játszott diplomás taxisofőr bosszúját mutatja be az őt meglopó idős nők ellen, az egyik legelismertebb magyar bűnügyi film. A neki tulajdonított erények közül számos kifejezetten a szocializmus alatt készült magyar bűnügyi filmek kontextusában nevezhető érdemnek, bár ezek hozzájárulnak ahhoz is, hogy a Dögkeselyű általánosabb értelemben vett műfaji filmként is megállja a helyét. 
András Ferenc alkotása olyan korban és (kultúrpolitikai) közegben készült, amelyben komolyan vehető, „igazi", hiteles bűnügyi filmek nem készül(het)tek. Ennek az a kultúrpolitikai paradigma a magyarázata, mely szerint „a szocializmus világában nincs jelen a bűn: a bűnelkövető külföldről érkezik, az ellenséges kapitalista világ ügynöke vagy 1956-os magyar disszidens. Másrészt a szocializmus világában nincs jelen a magánnyomozó: a bűnüldözés feladatát szervezett és kollektív formában állami testület látja el.” Ezzel szemben a Dögkeselyű alaphelyzete éppen az, hogy a rendőrség nem látja el a feladatát, s emiatt veszi fel főhőse az igazságosztó szerepét. Emellett a film történetében a bűn szintén külföldről érkezik, bár úgy van bemutatva mint ami szerves része a társadalomnak. „A nyolcvanas évek Budapestjén – így szól az állítás mozgóképnyelven – a kicsi- és nagy törvénysértés, a vagány stiklik, és halálos szélhámosságok most már egyszerűen őshonosak." A filmben továbbá a hiteles környezetrajz dokumentáris elbeszélői hitelességgel párosul, mely „súlyt és mélységet ad neki." Mindemellett a film legnagyobb erénye, hogy „feszült és izgalmas", úgy van fényképezve és vágva, dialógusai olyan feszesek, mintha Hollywoodban készült volna.
András Ferenc művét az 1983-as Berlini Nemzetközi Filmfesztiválon Arany Medvére jelölték, de végül csak közönségdíjat nyert, illetve a filmben nyújtott alakításáért Cserhalmi György elnyerte a Magyar Filmkritikusok Díját 1983-ban.

## Cselekmény
Simon József (Cserhalmi György) válása után felhagy mérnökállásával, és taxizni kezd, hogy vissza tudja fizetni adósságait. Egy nap két idős hölgyutas ellop tőle tízezer forintot, főnöke és a vallomását felvevő rendőr azonban nem hisznek neki. Megpróbál kölcsön kérni ismerőseitől, de még szülei is csak egy csekélyebb összeggel tudják kisegíteni. Szeretője, Ági, idősebb kitartójától, Dr. Árpitól – aki óránként ránéz ponyvával letakart Ladájára – próbál pénzt szerezni Simonnak; egyik munkatársa pedig a látszólag menő maszek karosszérialakatoshoz, Kowarski Elődhöz irányítja pénzért.
Simon, mialatt a férfira vár annak budai villájában, Kowarskinével való beszélgetése során rájön, hogy a két nő a fuvar alatt arról beszélt, hogy Jeromos nevű kutyájuk elszökött tőlük. Apróhirdetések alapján sikerül rátalálnia az egyik elkövetőre, Halmosnéra, akinek azt hazudja, hogy megtalálta Jeromost. A nő tacskóját addigra már ténylegesen megtalálta egy nő, de Halmosné belemegy, hogy egy óra múlva mindkét megtalálóval találkozzon, hogy kiválaszthassa, melyik az ő kutyája. Simon korábban kimegy Halmosné rózsadombi villájához, és átveszi a tacskót a nőtől, majd bemegy a városba, és telefonon megzsarolja Halmosné lányát: tízezer forintot követel a kutyáért. Este ellop egy taxit, majd miután sikerül leráznia az őt üldöző taxikat és rendőröket, kicseréli Dr. Árpi Ladáját a lopott taxira.
Másnap reggel Simont behívják a rendőrségre, hogy újra kihallgassák. Kiderül, hogy az őt kifosztó két „hölgy” profi zsebtolvaj, akik nagyobb temetéseken fosztják ki áldozataikat. Egyikük (Halmosné) már az ötvenes években is ismert volt Részvét Mici néven, azonban ő az 1956-os forradalom örve alatt disszidált. Ezután találkozik az igen vonzó, elegáns Cecíliával, Halmosné lányával. A találkozó során felhívja Halmosnét, és a rendőrségen kiderült információk alapján immár százezer forintot kér Jeromosért. Azzal zsarolja meg, hogy ha nem kapja meg a pénzt, feljelenti a rendőrségen. Mivel a nő biztos abban, hogy nem találnának ellene bizonyítékokat, és büntetlen előélete miatt nem ítélnék el, nem hajlandó fizetni.
Simon a beszélgetés után egy gyártelepre viszi Cecíliát, hogy átadja neki a kutyát, de odaérve leüti és megkötözi a lányt, majd a budaörsi faházába szállítja. Miután Cecília magához tér, Simon diktafonra mondatja követelését: a lányért és a kutyáért egymillió forintot kér. Szembesíti őt anyja bűnözői életvitelével és Cecília lassan belátja, hogy a jelenlegi életszínvonalukat évek óta nem az elhunyt apja örökségéből tartják fent. Simont immár nem a pénz érdekli, hanem az, hogy megbüntesse kirablóit. „Életemben először végigcsinálok valamit" – mondja, nyomatékot adva szándékának.
Telefonon lejátssza a hangfelvételt Halmosnénak, és figyelmezteti, hogy ne értesítse a rendőröket, különben a pénz kifizetésétől függetlenül megöli a lányt. Halmosné ezután rögtön kihívja a rendőröket, akik már jelen vannak, amikor legközelebb felhívja a férfi: szándéka komolyságának jeléül elárulja Cecília autójának helyét, amelyben megtalálják a kimúlt tacskót. Simon ezután különböző helyekről hívja fel, hogy leegyeztessék a pénz átadásának helyét és idejét, a rendőrök pedig bár bemérik a hívások helyét, Simon mindig időben eltűnik előlük. Sikerül kijátszania a rendőröket a pénz átadásánál is – a lopott Ladát vezetve rántja ki a nő kezéből a pénzes táskát, és sikeresen lerázza az őt üldöző rendőrautókat.
A Ladát Kowarskihoz viszi, akivel először abban egyeztek meg, hogy hoz neki egy autót, amiért az fizet, másodjára pedig abban, hogy ír Simonnak egy adásvételi szerződést a budaörsi telekről háromszázezer forint értékben, és a Ladát megkapja ingyen. Kowarski egyből szétszedeti az autót, Simon pedig átöltözik: leveszi bordó dzsekijét, és ballonkabátot húz. Az ellene nyomozást vezető rendőrök, akik reggel kihallgatták a lopás ügyében, épp a bordó dzseki alapján jönnek rá, hogy az emberrabló Simon, és hogy Halmosné nem más, mint Részvét Mici. A nő, miután Simon felhívja, hogy a rendőrök értesítése miatt megöli Cecíliát, hajlandó vallomást tenni a rendőröknek saját ügyében, csak azt kéri, hogy mentsék meg lányát.
Simon az adásvételi szerződéssel együtt átadja a háromszázezer forintot Katinak, volt feleségének, majd búcsút vesz az óvodában kisfiától is. A hétszázezret tartalmazó aktatáskát egy taxiban hagyja, a budaörsi telkére pedig egy másik taxival viteti ki magát. Mivel nem fizet a taxisnak, az kihívja a rendőröket. Simon a telkére rohan, és elengedi Cecíliát, aki dögkeselyűnek nevezi. Simon nem ért vele egyet: „Én egy alapvető dologban eltérek tőlük. A keselyű nem zabálja magát szánt szándékkal halálra.” A férfi tehát számot vetett tetteivel, és miután a lány távozik, gázpalackkal felrobbantja magát a viskóval együtt, még mielőtt a rendőrök kiérnének a telekre.

## Szereplők
- Cserhalmi György (Simon József, taxisofőr)
- Maria Gładkowska(wd) (Roska Cecília, magyar hangja: Kiss Mari)
- Temessy Hédi (Halmosné, Roska Mária)
- Perczel Zita (Szántóné, Roska Erzsébet)
- Blaskó Péter (Siska főhadnagy)
- Szabó László (Kovács százados)
- Udvaros Dorottya (Ági)
- Pap Vera (Kati, Simon volt felesége)
- Bács Ferenc (Kowarski Előd)
- Ajtai Andor György (Dr. Pesti Árpád)
- Katona János (Gyetvai nyomozó)
- Hollósi Frigyes (nyomozó)
- Kristóf Tibor (nyomozó)
- Kránitz Lajos (taxisofőr)
- Gát György (taxisofőr)
- Vogt Károly (kártyázó taxis)
- Ábel Anita (Johanna)
- Moór Marianna (Kowarskiné)
- Ujlaki Dénes (a Volán Taxi garázsmestere)
- Görbe Nóra (óvónő)
- Kenderesi Tibor (számlát kérő utas)
- Dankó József (vendég a flipper játékgépnél „aki tele van lével, attól könnyen ellopják”)
- Barbinek Péter (nyomozó)
- Bódis Irén (Simon anyja)
- Gép Károly (Simon apja)
- Galán Géza (technikus)
- Mihály Pál (technikus)
- Salinger Gábor (piros sapkás taxis)
- Soltis Lajos (szakállas taxis)
- Halmágyi Sándor (taxis, „akinek van húsz rongy kártyasara”)
- Bicskei István (kecskeszakállas taxis, aki a flipper előtt áll)
- Venczel Valentin (öltönyös szakszervezetis a pultnál)
- Árok Ferenc (Zuhai Pista, aki Kowarskit ajánlja)
- Gothár Péter (civilruhás, kalapos rendőr az eligazításnál)
- Koroknay Géza (fekete kabátos rendőr, aki odarohan a telefonfülkéhez)
- Zsudi József (barna kabátos rendőr, aki odarohan a másik telefonfülkéhez)
- Boroska Tibor (sárga inges, bőrkabátos férfi az aluljáróban)

További szereplők
- F. Kiss László
- Almásy Albert Éva

## Érdekességek
- A filmet az akkori időkben olyan sötét hangulatúnak tartották, hogy több szocialista országban bizonyos jelenetei (elsősorban a legvége) nélkül engedték csak levetíteni.[9]
- Cserhalmi György 20 000 forintot kapott a filmért, épp kétszer annyit, mint amennyit az általa játszott karaktertől ellopnak a filmben.[10]
- Ez volt az első magyar film, amelyben steadicamet használtak.[10][11]
- A film végi üldözéses jelenetet a Kerepesi úton vették fel útvonalbiztosítás, rendőri kíséret nélkül. Néhány autós volt csak beavatva, leginkább azok, akiknek a főhős nekiment, kivétel az Örs vezér terén a Zaporozseccel való ütközésben. A stáb kifizette a kárt, és ezzel le is volt rendezve.[10]
- A Totalcar 2012-ben újraforgatta a filmvégi üldözésjelenetet.[12]
- András Ferenc 1994-es filmje, a Törvénytelen egyfajta „folytatás-próbálkozása” a Dögkeselyűnek.[10]
- A filmnek musicalváltozata is készült, amelyet 2014. december 7-én mutattak be a Madách Színházban.[13]
- Perczel Zitát a rendező ezzel a filmmel csábította haza Olaszországból.[10][11]
- Simon szülei az 1934-es Meseautót nézik, amikor meglátogatja őket, melynek főszereplője Perczel Zita, s pont ő látható abban a jelenetben Kabos Gyulával.
- Pap Vera valódi házastársa az életben ugyanúgy Simon családnevet viselt, mint a filmben az általa megformált karakter férje.

Az első utas viteldíja is 42 Ft. volt,ugyanúgy,mint az idős hölgyeké. 
Amikor Simon meglátogatta a szüleit,az édesanyja adott neki 500Ft-ot,amit kis kockára hajtogatva elrejtett a nadrágja "titok"-zsebében.Valószínűleg azt vette elő és szakította ketté ,így palizta be vele a Gát György által megformált taxist.

## Filmes bakik
- A film elején a 8:05 és 8:50 perc között, amikor Simon a rádión bejelenti, hogy ellopták a pénzét, az autó visszatükröződő ablaküvegében látni lehet a MAFILM egyik korabeli felvevőgépét.
- Amikor a főhős ellopja a taxit, utána a központban a diszpécsernő azt mondja, hogy a kocsit az Alkotás utca – Villányi út – Mártírok útja (1992 óta Margit körút) által határolt területen lopták el, miközben a főszereplő a Batthyány térhez közel eső Iskola utcából lopta el. A következő pillanatban már a pesti oldalon jár.
- Amikor Simon a megszerzett pénzzel menekül, akkor a Kerepesi úton megnyomja a kocsi orrát, amikor az orgazdához érkezik, a kocsi orra teljesen ép.
- Simon budaörsi házában van áram, miközben a ház melletti oszlopról lógnak a vezetékek.

A piros Ladáról üldözés közben Simon elveszti a hátsó lökhárítót, mikor a szerelőműhelybe ér,akkor rajta van.

## Díjak, jelölések
- Berlini Nemzetközi Filmfesztivál (1983)
  - díj: Berliner Morgenpost olvasói zsűrijének díja
  - jelölés: Arany Medve
- Magyar Filmkritikusok Díja (1983)
  - Legjobb férfi alakítás díja (Cserhalmi György)

## Televíziós megjelenés
M1, M2, Duna TV, Óceán TV TV2 (1. logó), Szekszárdi VTV, Kapos TV, Szegedi VTV, Csaba TV, Gyula TV, Salgótarjáni VTV, Filmmúzeum, Duna World, M5, Magyar Mozi TV